# Om det inte händer nåt innan imorgon så kommer jag
Om det inte händer nåt innan imorgon så kommer jag är David Sandströms debutalbum under eget namn, utgivet på skivbolaget Demon Box Recording 2000.
Skivan är tematisk och kretsar kring Sandströms morfar Sigvard Nilsson (1908-1968) som begick självmord. Nilsson kom 1928 till gården Degernäs i Västerbotten och började där jobba som dräng. Efterhand började han bedriva eget jordbruk och bildade familj. Gården var emellertid liten och när de små jordbruken under 1960-talet konkurrerades ut blev situationen Nilsson övermäktig, varför han 1968 tog sitt liv.
Skivan har även blivit föremål för en dokumentärfilm, Tillflykt, som visades på SVT under 2007-2008.

## Låtlista
Text och musik är skriven av David Sandström.
1. "Apropå det här med att finnas till" - 4:33
2. "Stämning" - 4:18
3. "1968" - 13:52
4. "Degernäs" - 7:46
5. "När hjärtat svider" - 5:54
6. "Oväsen" - 1:40
7. "Det du vill mest" - 10:53
8. "Kurragömma" - 13:36

## Medverkande

### Musiker
"Apropå det här med att finnas till"
- Frida Hyvönen - sång
- Jakob Nyström - såg
- Torbjörn Näsbom - nyckelharpa
- Greger Ottosson - munspel
- David Sandström - sång, timpani, rundgång (elgitarr)

"Stämning"
- David Bäckström - klarinett
- Jonas "Babyface" Eriksson - elbas
- Anders Lind - piano, rhodes
- David Sandström - trumset, elgitarr, klockspel

"1968"
- David Bäckström - klarinett
- Niklas Jonsson - chimesstativ
- Henrik Oja - analog synth, stålsträngad akustisk gitarr, elgitarr, burkar
- Poul Perris - hosta
- David Sandström - chimes, vibrafon, klockspel, trumset, elgitarr, nylonsträngad akustisk gitarr, analog synth, sång, recitation, burkar

Degernäs
- Fredrik Bäckström - talgoxe
- Charles DeRamus - lodrät bas
- Frida Hyvönen - sång
- Kerstin Isaksson - cello
- Ander Lind - piano
- Torbjörn Näsbom - fiol
- David Sandström - nylonsträngad akustisk gitarr, melodica, sång

"När hjärtat svider"
- Per Andersson - skivspelare
- Sebastian Dubé - lodrät bas
- Frida Hyvönen - sång
- Anders Lind - piano, rhodes
- Jakob Nyström - sång
- Henrik Oja - analog synth, strålsträngad akustisk gitarr, burkar
- David Sandström - klockspel, sång, burkar
- Jens Åker - trumset

"Oväsen"
- Per Erik Andersson - fiol (andra)
- Sebastian Dubé - lodrät bas
- Kerstin Isaksson - cello
- Torbjörn Näsbom - fiol (första)
- David Sandström - recitation, rundgång (elbas), burkar

"Det du vill mest"
- Charles DeRamus - lodrät bas
- Kerstin Isaksson - cello
- Anders Lind - piano
- Pär Mikaelsson - timpani, xylofon, cymbal
- Torbjörn Näsbom - fiol
- David Sandström - timpani, trumset, recitation

"Kurragömma"
- Putte Berglund - slidesolo
- Charles DeRamus - lodrät bas
- Mikael Emsing - tamburin, shakers
- Jonas "Babyface" Eriksson - elbas
- Frida Hyvönen - sång
- Kerstin Isaksson - cello
- Anders Lind - piano, orgel, synth
- Pär Mikaelsson - timpani, cymbal
- Jakob Nyström - såg
- Torbjörn Näsbom - fiol
- Henrik Oja - stålsträngad akustisk gitarr
- David Sandström - trumset, sång, elgitarr, rundgång (elgitarr), stålsträngad akustisk gitarr

### Övriga
- Pelle Henricsson - mastering
- Henrik Oja - inspelning, mixning, mastering
- David Sandström - inspelning, mixning, mastering
- Imri Sandström - kollage
- Carl Anders Skoglund - typografi
- Joachim Öjeryd - layout

## Mottagande
Sonic gav skivan betyget 9/10. Recensenten Johan Jacobsson kallade skivan "en av de naknaste, modigaste och bästa skivor som någonsin gjorts i det här landet."

### Fotnoter
1. ↑  ”Om det inte händer nåt innan imorgon så kommer jag”. Discogs.com. http://www.discogs.com/David-Sandstr%C3%B6m-Om-Det-Inte-H%C3%A4nder-N%C3%A5t-Innan-Imorgon-S%C3%A5-Kommer-Jag/release/1388548. Läst 26 maj 2012.
2. 1 2  Jacobsson, Johan. ”Om det inte händer nåt innan imorgon så kommer jag”. Sonic Magazine. http://www.sonicmagazine.com/index.php?option=com_content&task=view&id=3082&Itemid=85. Läst 26 maj 2012.
3. ↑  Jacobsson, Johan. ”David Sandström”. Sonic Magazine. http://sonicmagazine.com/index.php?option=com_content&task=view&id=57&Itemid=85. Läst 26 maj 2012.
4. ↑  ”Tillflykt”. Svensk Filmdatabas. http://www.sfi.se/sv/svensk-filmdatabas/Item/?itemid=65387&type=MOVIE&iv=Shows. Läst 26 maj 2012.